# Dobsonia chapmani
Espèce
Statut de conservation UICN

 CR A2cd : 
En danger critique
Dobsonia chapmani est une espèce de chauve-souris endémique des forêts pluviales de Negros et Panay, Philippines, connue seulement des îles Negros et de Cébu. On estimait, dans les années 1970, qu'elle avait disparu à la suite de divers facteurs comme la déforestation, l'exploitation des gisements de guano et la chasse. On a redécouvert des populations sur l'île de Cébu en 2000 et quelques individus dans d'autres secteurs de l'archipel philippin. L'espèce vit du niveau de la mer à 800 m dans des zones karstiques.